# Шарнир

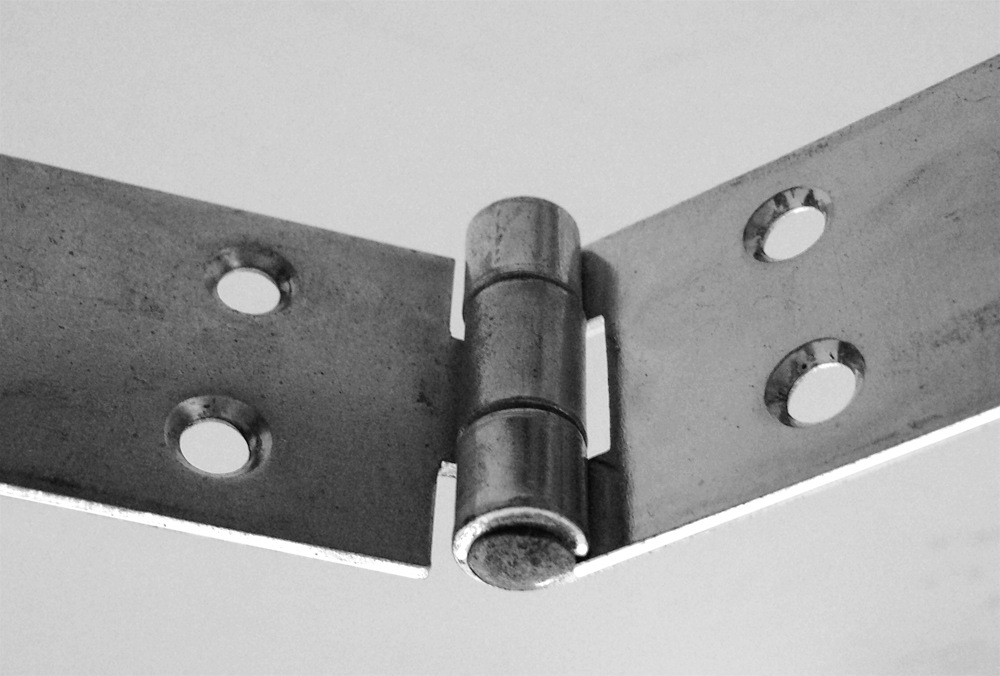
Цилиндрический шарнир

Шарнир (нем. Scharnier, от фр. charniere, от лат. cardo — дверная петля) — вращательная кинематическая пара, то есть подвижное соединение двух частей, которое обеспечивает им вращательное движение:
- вокруг общей оси (цилиндрический шарнир, шарнирная петля);
- вокруг общей точки (шаровой шарнир);
- с равной угловой скоростью (шарнир равных угловых скоростей).

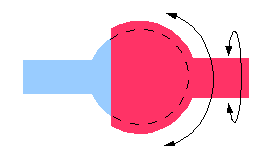
Шаровой шарнир

Часто применяются механизмы, состоящие из нескольких шарниров (кинематические цепи):
- карданное соединение состоит из нескольких (двух или трёх) цилиндрических шарниров, соединённых последовательно, с осями вращения, пересекающимися в одной точке;
- универсальный шарнир (также шарнир Гука) — частный случай карданного механизма, использующий жёсткую крестовину, которая образует обе оси вращения.

## Примеры
- Эллипсограф
- Шарнирные методы построения лемнискаты Бернулли
- Пантограф
- Сустав
- Пальцевое соединение поршня с шатуном или крейцкопфа с шатуном в поршневых компрессорах и поршневых двигателях, а также в двигателях Стирлинга и паровых машинах. Такое соединение выступает в роли цилиндрического шарнира, палец выступает в качестве оси шарнира
- Дверные петли.
- Механизм "Планшайба-стержни", применяемый в аксиально-поршневых гидромашинах, а также в автоматах перекоса несущих винтов вертолётов, содержит шаровые шарниры.